# Corallofungus
Corallofungus är ett släkte av svampar. Corallofungus ingår i familjen Hydnaceae, ordningen Cantharellales, klassen Agaricomycetes, divisionen basidiesvampar och riket svampar.
|               | Sistotrema                                    |
|               |                                               |
|               | Hydnum                                        |
|               |                                               |
|               | Burgoa                                        |
|               |                                               |
|               | Paullicorticium                               |
|               |                                               |
|               | Ingoldiella                                   |
|               |                                               |
|               | Osteomorpha                                   |
|               |                                               |
|               | Cystidiodendron                               |
|               |                                               |
|               | Repetobasidiellum                             |
|               |                                               |
|               | Gloeomucro                                    |
|               |                                               |
| Corallofungus | \| \| Corallofungus hatakeyamanus \| \| \| \| |
|               | \| \| Corallofungus hatakeyamanus \| \| \| \| |
|               | Corallofungus hatakeyamanus                   |
|               |                                               |

|  | Corallofungus hatakeyamanus |
|  |                             |